# Carl Hilty
Carl Hilty, född 28 februari 1833 i Chur, död 12 oktober 1909, var en schweizisk moralfilosof och statsrättslärare. 
Hilty blev professor i Bern 1874 och var från 1899 medlem av schweiziska nationalrådet samt Internationella skiljedomstolen i Haag. Han författade också ett antal skrifter och från 1886 utgav han Politisches Jahrbuch der schweizerischen Eidgenossenschaft.